# Jordania zonope
Jordania zonope är en fiskart som beskrevs av Starks, 1895. Jordania zonope ingår i släktet Jordania och familjen simpor. Inga underarter finns listade i Catalogue of Life.